# Komisarz Alex
Komisarz Alex – polski serial kryminalny oparty na austriacko-włoskim serialu Komisarz Rex (aus. Kommissar Rex, wł. Il commissario Rex) nadawany od 2012 roku na antenie TVP1.
Rolę serialowego Alexa na planie filmowym odgrywają trzy psy: Ivo – główny pies, czasem do scen akcji i kaskaderskich ujęć, Odi – pies do ujęć spokojnych i Wick – pies do scen akcji i kaskaderskich ujęć.
W związku z rozprzestrzenianiem się koronawirusa w Polsce i wprowadzeniem stanu zagrożenia epidemiologicznego Telewizja Polska w połowie marca 2020 roku podjęła decyzję o zawieszeniu realizacji serialu na czas nieokreślony. Zdjęcia zostały wznowione w maju tego samego roku.

## Fabuła
Serial opowiada o śledztwach prowadzonych najpierw przez komisarza Marka Bromskiego (Jakub Wesołowski), jego psa Alexa oraz członków wydziału zabójstw łódzkiej policji. Bohaterowie zajmują się sprawami kryminalnymi mającymi miejsce w województwie łódzkim. Od sezonu 22 przeniesiono produkcję serialu z Łodzi do Warszawy.
Zmiany głównych bohaterów
Po tragicznej śmierci Bromskiego jego stanowisko obejmuje komisarz Michał Orlicz (Antoni Pawlicki). Gdy Orlicz musi wyjechać do Brazylii gdzie ginie, jego obowiązki przejmuje komisarz Piotr Górski (Krystian Wieczorek). Po tragicznej śmierci Górskiego jego stanowisko obejmuje komisarz Adam Wilczak (Wojciech Czerwiński). Gdy Wilczak dostaje niespodziewany awans i wyjeżdża do Szczecina, jego obowiązki przejmuje komisarz Andrzej Sochoń (Jacek Knap). Gdy Sochoń wyjeżdża do Toronto na operację, jego obowiązki przejmuje komisarz Paweł Kozera (Marcin Rogacewicz).

## Obsada
| Aktor               | Rola                                      | Lata występowania | Odcinki |
| ------------------- | ----------------------------------------- | ----------------- | ------- |
| Marcin Rogacewicz   | komisarz Paweł Kozera                     | od 2024           | od 259  |
| Pola Błasik         | podkomisarz Zofia Dobosz                  | od 2024           | od 269  |
| Piotr Bondyra       | aspirant Gustaw Bielski                   | od 2018           | od 132  |
| Olaf Lubaszenko     | komendant inspektor Ireneusz Gancarz      | od 2024           | od 269  |
| Janusz Chabior      | patolog prof. dr hab. n. med. Leon Berger | od 2011           | od 2    |
| Krystian Pesta      | Neski, agent ABW                          | od 2024           | od 269  |
| Jan Marczewski      | technik policyjny Wojtek                  | od 2024           | od 270  |
| Krzysztof Dracz     | Robert Dobosz, ojciec Zosi                | od 2025           | od 284  |
| Krzysztof Gosławski | technik policyjny Krzysztof Gosławski     | od 2011           | od 1    |
| Sławomir Milczarek  | technik policyjny Sławomir Milczarek      | od 2011           | od 1    |

### Obsada dawna
| Aktor                    | Rola                                                  | Lata            | Odcinki           |
| ------------------------ | ----------------------------------------------------- | --------------- | ----------------- |
| Artur Łodyga             | nadinspektor Eryk Gontarz                             | 2022            | 223               |
| Waldemar Barwiński       | inspektor Marek Wyka                                  | 2022            | 222               |
| Bartosz Porczyk          | Rafał Ochman                                          | 2022            | 214-217           |
| Dagmara Bąk              | nadkomisarz Tamara Opolska                            | 2022            | 213               |
| Anna Mrozowska           | Gabi, sąsiadka Górskiego                              | 2021            | 193-194           |
| Agnieszka Kawiorska      | Zuza Jedynak                                          | 2020            | 182               |
| Mariusz Jakus            | Edward „Taran” Taranowski                             | 2020            | 177               |
| Mariusz Ostrowski        | komisarz Paweł Mianowski                              | 2019            | 157               |
| Agnieszka Kogucka        | oficer CBŚ Iwona Szymańska                            | 2019            | 144               |
| Hubert Jarczak           | komisarz Andrzej Radke                                | 2018            | 131               |
| Piotr Ligienza           | aspirant Marek Rafałek                                | 2017            | 121               |
| Anna Tomaszewska         | Wanda Górska, mama Piotra                             | 2017            | 121               |
| Zuzanna Zielińska        | Roma Lenart                                           | 2017            | 118-130           |
| Jakub Wesołowski         | komisarz Marek Bromski                                | 2011-2013       | 1-32              |
| Antoni Pawlicki          | komisarz Michał Orlicz                                | 2013-2016       | 33-104            |
| Krystian Wieczorek       | komisarz Piotr Górski                                 | 2017-2021       | 105-197           |
| Wojciech Czerwiński      | komisarz Adam Wilczak                                 | 2021–2023       | 198–237           |
| Jacek Knap               | komisarz Andrzej Sochoń                               | 2023-2024       | 237-259           |
| Beata Fido               | nadkomisarz Marta Grabska                             | 2016-2024       | 94-264            |
| Monika Szufladowicz      | komisarz Agata Król                                   | 2023-2024       | 237-268           |
| Sylwia Juszczak-Krawczyk | komendantka inspektor Bogna Bugaj                     | 2022-2024       | 217-268           |
| Zbigniew Lesień          | komendant nadinspektor Stanisław Mędrzak              | 2016-2024       | 93-268            |
| Robert El Gendy          | technik policyjny Artur Nowacki                       | 2021-2024       | 202-268           |
| Michał Lesień-Głowacki   | nadinspektor Łukasz Gruda                             | 2024            | 265-267           |
| Wojciech Błach           | prywatny detektyw Marek Żmuda, dawny kolega Marty     | 2023            | 252               |
| Piotr Jankowski          | lekarz Robert                                         | 2023            | 251-260           |
| Nadia Smyczek            | Tosia Bugaj,córka Bogny                               | 2022-2024       | 219-261           |
| Łukasz Konopka           | Karol Bugaj, były mąż Bogny                           | 2023-2024       | 240-264           |
| Maria Świłpa             | Gosia, fanka Gutka                                    | 2022            | 207-209           |
| Ewa Kania                | Izabela Grabska, mama Marty, żona komendanta Mędrzaka | 2021-2023       | 200-249           |
| Elżbieta Trzaskoś        | Katarzyna Sochoń, siostra Andrzeja                    | 2023-2025       | 241-283           |
| Bartosz Mazur            | komisarz Marcin Czyżewski                             | 2025            | 287               |
| Katarzyna Zawadzka       | była profilerka Sylwia Lipska                         | 2024-2025       | 274-281, 287      |
| Dorota Krempa            | aspirant Jagoda Waligóra                              | 2020–2023       | 189–232           |
| Karolina Nolbrzak        | podkomisarz Nina Kruk                                 | 2014, 2017-2018 | 71-74, 109-143    |
| Ireneusz Czop            | podkomisarz Ryszard Puchała                           | 2011-2017       | 1-129             |
| Agnieszka Więdłocha      | podkomisarz Ewa Krassowska                            | 2016            | 92-104            |
| Marta Dąbrowska          | laborantka Beata Fabicka                              | 2013-2015       | 27-91             |
| Julia Rosnowska          | Monika Biernacka                                      | 2013-2014       | 40-78             |
| Karolina Gorczyca        | psycholog policyjny Ewa Wilk                          | 2013            | 29-36             |
| Michał Szewczyk          | Waldemar Biernacki                                    | 2012-2013       | 15, 34, 43-44, 47 |
| Daniel Olbrychski        | Gustaw Majer                                          | 2011-2012       | 1-25              |
| Aleksandra Hamkało       | Aleksandra Lipiec                                     | 2012            | 15-23             |
| Tomasz Schimscheiner     | technik policyjny                                     | 2011            | 1-9               |

## Emisja w telewizji
Uwaga: tabela zawiera informacje odnoszące się wyłącznie do pierwszej emisji telewizyjnej; nie uwzględniono w niej ewentualnych prapremier w serwisach internetowych (np. TVP VOD).
| Seria | Odcinki      | Pierwsza emisja telewizyjna (TVP1) | Pierwsza emisja telewizyjna (TVP1) | Pierwsza emisja telewizyjna (TVP1) | Pierwsza emisja telewizyjna (TVP1) |
| Seria | Odcinki      | Sezon                              | Początek emisji                    | Koniec emisji                      | Pora emisji                        |
| ----- | ------------ | ---------------------------------- | ---------------------------------- | ---------------------------------- | ---------------------------------- |
| 1.    | 1–13 (13)    | wiosna 2012                        | 3 marca 2012                       | 26 maja 2012                       | sobota 20.20                       |
| 2.    | 14–26 (13)   | jesień-zima 2012                   | 8 września 2012                    | 1 grudnia 2012                     | sobota 20.20                       |
| 3.    | 27–39 (13)   | wiosna-lato 2013                   | 2 marca 2013                       | 1 czerwca 2013                     | sobota 20.20                       |
| 4.    | 40–52 (13)   | jesień 2013                        | 31 sierpnia 2013                   | 23 listopada 2013                  | sobota 20.20                       |
| 5.    | 53–65 (13)   | wiosna-lato 2014                   | 1 marca 2014                       | 1 czerwca 2014                     | sobota 20.20                       |
| 6.    | 66–78 (13)   | jesień 2014                        | 13 września 2014                   | 6 grudnia 2014                     | sobota 20.20                       |
| 7.    | 79–91 (13)   | jesień 2015                        | 5 września 2015                    | 28 listopada 2015                  | sobota 20.25                       |
| 8.    | 92–104 (13)  | jesień 2016                        | 3 września 2016                    | 26 listopada 2016                  | sobota 20.25                       |
| 9.    | 105–117 (13) | wiosna 2017                        | 4 marca 2017                       | 20 maja 2017                       | sobota 20.25                       |
| 9.    | 105–117 (13) | lato 2017                          | 10 czerwca 2017                    | 10 czerwca 2017                    | sobota 20.25                       |
| 9.    | 105–117 (13) | lato 2017                          | 1 lipca 2017                       |                                    | sobota 20.25                       |
| 10.   | 118–130 (13) | jesień 2017                        | 2 września 2017                    | 9 grudnia 2017                     | sobota 20.15                       |
| 11.   | 131–143 (13) | wiosna-lato 2018                   | 3 marca 2018                       | 5 maja 2018                        | sobota 20.20                       |
| 11.   | 131–143 (13) | wiosna-lato 2018                   | 2 czerwca 2018                     |                                    | sobota 20.20                       |
| 11.   | 131–143 (13) | lato 2018                          | 18 sierpnia 2018                   | 25 sierpnia 2018                   | sobota 20.20                       |
| 12.   | 144–151 (8)  | zima 2019                          | 5 stycznia 2019                    | 23 lutego 2019                     | sobota 20.30                       |
| 13.   | 152–164 (13) | jesień-zima 2019                   | 7 września 2019                    | 7 września 2019                    | sobota 20.35                       |
| 13.   | 152–164 (13) | jesień-zima 2019                   | 28 września 2019                   | 28 grudnia 2019                    | sobota 20.35                       |
| 14.   | 165–177 (13) | wiosna 2020                        | 29 lutego 2020                     | 11 kwietnia 2020                   | sobota 20.35                       |
| 14.   | 165–177 (13) | jesień-zima 2020                   | 12 września 2020                   | 17 października 2020               | sobota 20.35                       |
| 15.   | 178–190 (13) | jesień-zima 2020                   | 24 października 2020               | 5 grudnia 2020                     | sobota 20.35                       |
| 15.   | 178–190 (13) | wiosna 2021                        | 13 marca 2021                      | 27 marca 2021                      | sobota 20.35                       |
| 15.   | 178–190 (13) | wiosna 2021                        | 17 kwietnia 2021                   | 1 maja 2021                        | sobota 20.35                       |
| 16.   | 191–203 (13) | jesień-zima 2021                   | 18 września 2021                   | 25 września 2021                   | sobota 20.35                       |
| 16.   | 191–203 (13) | jesień-zima 2021                   | 16 października 2021               | 18 grudnia 2021                    | sobota 20.35                       |
| 16.   | 191–203 (13) | zima 2022                          | 8 stycznia 2022                    | 15 stycznia 2022                   | sobota 20.35                       |
| 17.   | 204–216 (13) | wiosna-lato 2022                   | 5 marca 2022                       | 2 kwietnia 2022                    | sobota 20.35                       |
| 17.   | 204–216 (13) | wiosna-lato 2022                   | 23 kwietnia 2022                   | 4 czerwca 2022                     | sobota 20.35                       |
| 17.   | 204–216 (13) | jesień 2022                        | 3 września 2022                    | 24 września 2022                   | sobota 20.35                       |
| 18.   | 217–229 (13) | jesień 2022                        | 1 października 2022                | 19 listopada 2022                  | sobota 20.35                       |
| 18.   | 217–229 (13) | jesień 2022                        | 17 grudnia 2022                    |                                    | sobota 20.35                       |
| 18.   | 217–229 (13) | zima 2023                          | 7 stycznia 2023                    | 28 stycznia 2023                   | sobota 20.35                       |
| 19.   | 230–242 (13) | wiosna 2023                        | 4 marca 2023                       | 1 kwietnia 2023                    | sobota 20.35                       |
| 19.   | 230–242 (13) | wiosna 2023                        | 22 kwietnia 2023                   | 27 maja 2023                       | sobota 20.35                       |
| 19.   | 230–242 (13) | jesień 2023                        | 2 września 2023                    | 23 września 2023                   | sobota 20.35                       |
| 20.   | 243–255 (13) | jesień 2023                        | 30 września 2023                   | 25 listopada 2023                  | sobota 20.35                       |
| 20.   | 243–255 (13) | wiosna-lato 2024                   | 9 marca 2024                       | 30 marca 2024                      | sobota 20.20                       |
| 21.   | 256–268 (13) | wiosna-lato 2024                   | 6 kwietnia 2024                    | 8 czerwca 2024                     | sobota 20.20                       |
| 21.   | 256–268 (13) | lato 2024                          | 13 lipca 2024                      | 20 lipca 2024                      | sobota 20.20                       |
| 21.   | 256–268 (13) | lato 2024                          | 24 sierpnia 2024                   | 31 sierpnia 2024                   | sobota 20.20                       |
| 21.   | 256–268 (13) | jesień 2024                        | 6 września 2024                    | 6 września 2024                    | piątek 21.05/21.10                 |
| 22.   | 269–281 (13) | jesień 2024                        | 13 września 2024                   | 20 grudnia 2024                    | piątek 21.05/21.10                 |
| 23.   | 282–294 (13) | wiosna 2025                        | 7 marca 2025                       | 20 czerwca 2025                    | piątek 21.05/21.10                 |
| 23.   | 282–294 (13) | jesień 2025                        | 5 września 2025                    | b.d.                               | piątek 21.05/21.10                 |
| 24.   | od 295       | jesień 2025                        | wrzesień 2025                      | b.d.                               | piątek 21.05/21.10                 |

## Plenery
- Łódź
- Stryków
- Sosnowiec k. Strykowa
- Zduńska Wola[8]
- Warszawa